# Juicio por jurado

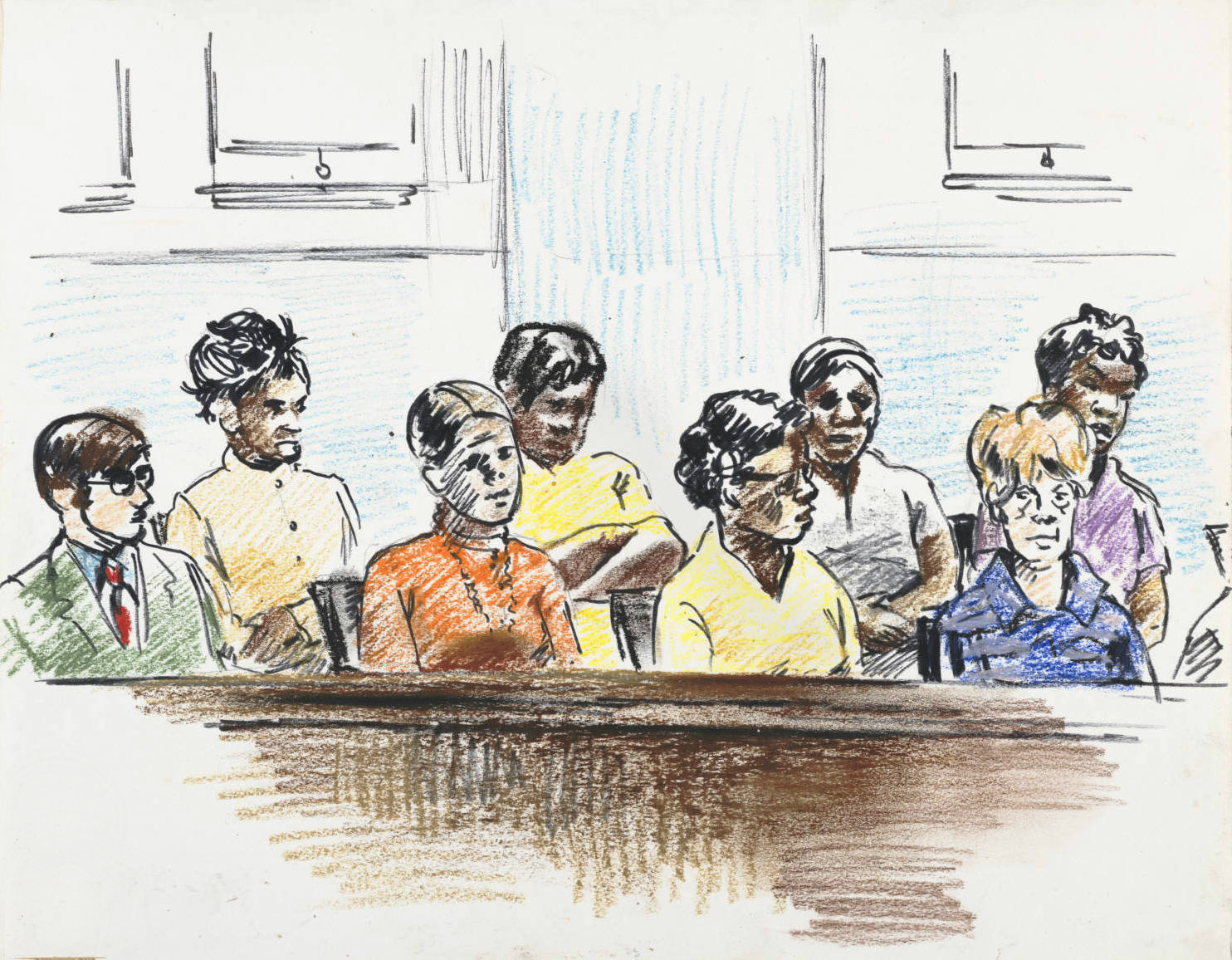
Dibujo de un jurado en un juicio.

Un juicio con jurado, o juicio por jurado, es un procedimiento legal en el que un jurado toma una decisión o determina hechos. Se distingue de un juicio sin jurado en el que un juez o un panel de jueces toma todas las decisiones.
Es una figura procesal clásica del sistema inglés del common law, a través de la cual los ciudadanos participan en la administración de justicia. La Carta Magna de 1215 es considerada la primera Constitución del mundo y el origen del juicio por jurados.
Los juicios con jurado se utilizan cada vez más en una proporción significativa de casos penales graves en muchos sistemas judiciales de derecho anglosajón (common law), pero no en todos. Los jurados o jueces legos también se han incorporado a los sistemas legales de muchos países de derecho continental para casos penales, quizás más notablemente en los Estados Unidos.
El uso de juicios con jurado, que evolucionó dentro de los sistemas de derecho anglosajón en lugar de los sistemas de derecho continental, ha tenido un profundo impacto en la naturaleza de las normas de procedimiento civil y penal estadounidenses, incluso si se contempla realmente un juicio sin jurado en un caso particular. En general, la disponibilidad de un juicio con jurado si se solicita adecuadamente ha dado lugar a un sistema en el que la determinación de los hechos se concentra en un solo juicio en lugar de múltiples audiencias, y la revisión de apelaciones de las decisiones de los tribunales de primera instancia es muy limitada. Los juicios con jurado tienen mucha menos importancia (o ninguna importancia) en los países que no tienen un sistema de derecho anglosajón.

## Función
En la mayoría de las jurisdicciones de derecho anglosajón, el jurado es responsable de determinar los hechos del caso, mientras que el juez determina la ley. Estos "pares del acusado" son responsables de escuchar una disputa, evaluar la evidencia presentada, decidir sobre los hechos y tomar una decisión de acuerdo con las reglas de derecho y las instrucciones del jurado. Por lo general, el jurado solo juzga un veredicto de culpable o inocente, pero la pena real la establece el juez.
Al jurado le corresponde dictar el veredicto, pero su función está regulada por un juez, a quien le corresponde dirigir el proceso, instruir al jurado sobre la ley aplicable y aplicar las penas. El juez luego precisa el contenido concreto de las sentencias y sus decisiones deben realizarse dentro de los límites establecidos por el veredicto del jurado, de las leyes y de los cargos formulados por los demandantes (fiscalía, querellas, partes civiles, etc).

## Historia

### Antigua Grecia
La antigua Atenas tenía un mecanismo, llamado dikastaí, para garantizar que nadie pudiera seleccionar a los jurados de su propio juicio. Para los casos normales, los tribunales estaban formados por dikastai de hasta 500 ciudadanos. Para los casos capitales (aquellos que implicaban muerte, pérdida de libertad, exilio, pérdida de derechos civiles o confiscación de bienes), el juicio se realizaba ante un jurado de entre 1001 y 1501 dicastes. En estos jurados tan numerosos, se decidía por mayoría. Los jurados se nombraban por sorteo. Los juristas fundían un disco de cerámica con un eje en el medio: el eje podía ser hueco o macizo. De este modo, la forma en que votaban se mantenía en secreto porque los juristas sujetaban el disco por el eje con el pulgar y el índice, ocultando así si el eje era hueco o macizo. Desde los tiempos de Pericles, los juristas recibían una compensación por su presencia en el tribunal con el importe de un día de salario.
La institución del juicio por jurado fue representada ritualmente por Esquilo en Las Euménides, la tercera y última obra de su trilogía Orestíada. En la obra, la innovación la introduce la diosa Atenea, que convoca a doce ciudadanos para que actúen como jurado. El dios Apolo participa en el juicio como abogado del acusado Orestes y las Furias como fiscales de la asesinada Clitemnestra. En caso de que el jurado esté dividido entre seis, Atenea dicta que el veredicto sea en adelante absolutorio.

### Antigua Roma
Desde el comienzo de la República y en la mayoría de los casos civiles hacia el final del Imperio, existían tribunales con características de jurado, en el sentido de que los jueces romanos eran civiles, laicos y no profesionales. Los juicios capitales se celebraban ante cientos o miles de "jurados" en las commitias o centurias, al igual que en los juicios atenienses. El derecho romano preveía la selección anual de jueces, que serían responsables de resolver las disputas actuando como jurados, y un pretor desempeñaba muchas de las funciones de un juez. Los altos funcionarios del gobierno y sus familiares tenían prohibido actuar como jueces, debido a conflictos de intereses. También estaban prohibidos aquellos previamente declarados culpables de delitos graves, al igual que los gladiadores a sueldo, que probablemente eran contratados para resolver disputas mediante juicios por combate. La ley era la siguiente:

El pretor peregrino, dentro de los diez días siguientes a que esta ley sea aprobada por el pueblo o la plebe, proveerá a la selección de 450 personas en este Estado que tengan o hayan tenido un censo de caballeros... siempre que no seleccione a una persona que sea o haya sido tribuno plebeyo, cuestor, triunviro capital, tribuno militar en cualquiera de las primeras cuatro legiones, o triunviro para otorgar y asignar tierras, o que esté o haya estado en el Senado, o que haya luchado o vaya a luchar como gladiador a sueldo... o que haya sido condenado por el proceso judicial y un juicio público por el cual no pueda ser inscrito en el Senado, o que tenga menos de treinta o más de sesenta años de edad, o que no tenga su residencia en la ciudad de Roma o dentro de una milla de ella, o que sea padre, hermano o hijo de cualquier magistrado descrito anteriormente, o que sea padre, hermano o hijo de una persona que sea o haya sido un miembro del Senado, o que se encuentre en el extranjero.

### Sacro Imperio Romano Germánico y Alemania moderna
Una ordenanza suaba de 1562 exigía la citación de jurados (urtheiler), y varios métodos eran usados en Emmendingen, Oppenau y Oberkirch. La carta de Hauenstein de 1442 garantizaba el derecho a ser juzgado en todos los casos por 24 iguales, y en Friburgo el jurado estaba compuesto por 30 ciudadanos y consejeros. El juicio por jurado moderno se introdujo por primera vez en las provincias renanas en 1798, con un tribunal formado normalmente por 12 ciudadanos (bürger).
El sistema por el que los ciudadanos eran juzgados por sus pares elegidos de entre toda la comunidad en audiencia pública fue reemplazado gradualmente por un sistema de jueces profesionales en Alemania, en el que el proceso de investigación era más o menos confidencial y las sentencias eran emitidas por jueces designados por el Estado. En Constanza, el juicio por jurado fue suprimido por decreto de la monarquía de los Habsburgo en 1786. La Constitución de Fráncfort de las revoluciones fallidas de 1848 exigía juicios por jurado para "los delitos más graves y todos los delitos políticos", pero nunca se implementó después de que el Parlamento de Fráncfort fuera disuelto por los dragones de Wurtemberg. Un proyecto de ley de procedimiento penal de 1873 elaborado por el Ministerio de Justicia prusiano proponía abolir el jurado y reemplazarlo por el sistema mixto, lo que provocó un importante debate político. En la República de Weimar, el jurado fue abolido por la Reforma de Emminger del 4 de enero de 1924.

### Inglaterra y Gales

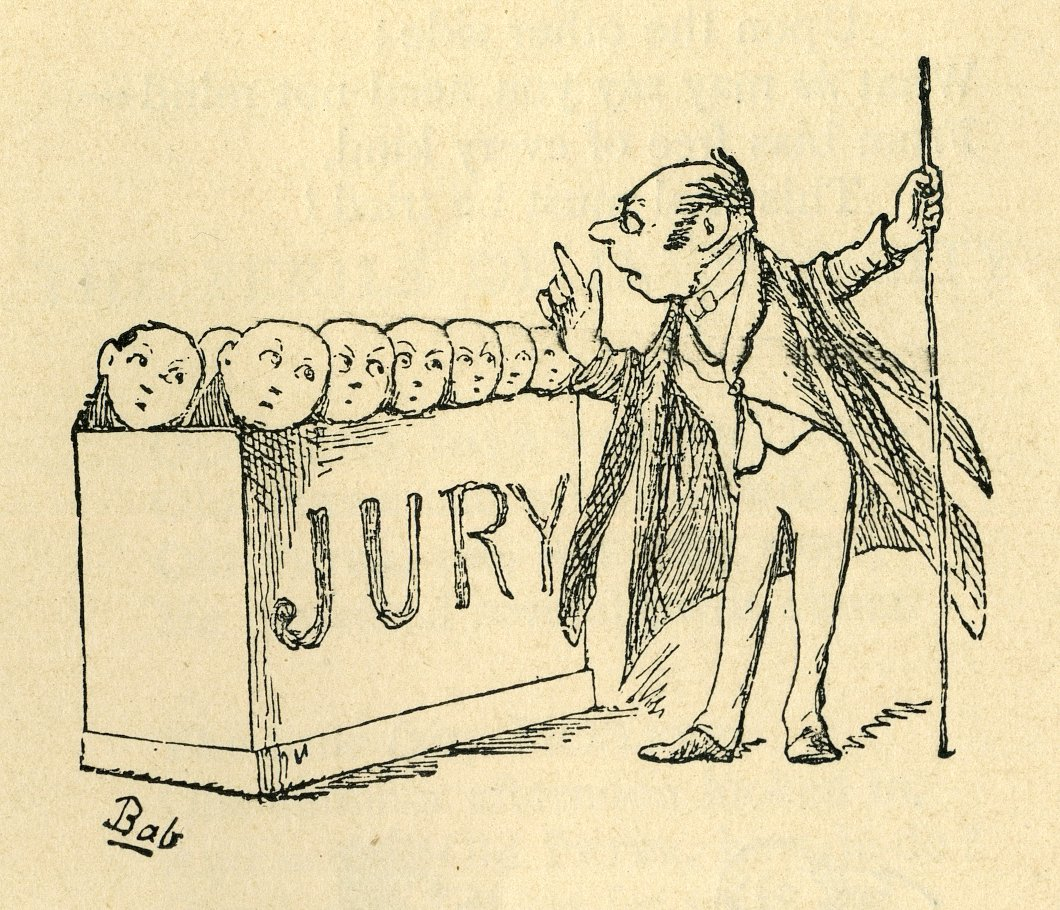
Un dibujo de una edición de 1920 de Bab Ballads, de W. S. Gilbert.

Según G. M. Trevelyan en A Shortened History of England, durante la ocupación vikinga: «Los escandinavos, cuando no estaban en pie de guerra vikingo, eran un pueblo litigioso y les encantaba reunirse en el thing [asamblea de gobierno] para escuchar argumentos legales. No tenían abogados profesionales, pero muchos de sus guerreros-granjeros, como Njáll Þorgeirsson, el que decía la verdad, eran expertos en las costumbres populares y en sus intrincados procedimientos judiciales. Una ciudad danesa en Inglaterra solía tener, como sus principales funcionarios, doce 'hombres de leyes' hereditarios. Los daneses introdujeron la costumbre de crear comités entre los hombres libres en los tribunales, lo que tal vez hizo de Inglaterra un terreno favorable para el futuro crecimiento del sistema de jurado a partir de una costumbre franca introducida más tarde por los normandos». El rey inglés Ethelred el Indeciso estableció un sistema legal temprano a través del Código Wantage de Ethelred, una de cuyas disposiciones establecía que los doce thegns (nobles menores) principales de cada wapentake (un distrito pequeño) debían jurar que investigarían los crímenes sin prejuicios. Estos jurados se diferenciaban de los modernos en que se informaban por sí mismos; en lugar de obtener información a través de un juicio, los jurados debían investigar el caso por sí mismos.
En el siglo XII, Enrique II dio un paso importante en el desarrollo del sistema de jurados. Enrique II estableció un sistema para resolver disputas de tierras mediante jurados. Se asignó un jurado de doce hombres libres para arbitrar en estas disputas. Al igual que en el sistema sajón, estos hombres estaban encargados de descubrir los hechos del caso por sí mismos en lugar de escuchar los argumentos en el tribunal. Enrique II también introdujo lo que ahora se conoce como el "gran jurado" a través de su Assize de Clarendon. En el marco de la assize, un jurado de hombres libres tenía la misión de informar sobre cualquier delito que conociera en su hundred a un "justice in eyre", un juez que se desplazaba entre hundreds en un circuito. A un criminal acusado por este jurado se le aplicaba un juicio por ordalía.
La Iglesia prohibió la participación del clero en el juicio por ordalía en 1215. Sin la legitimidad de la religión, el juicio por ordalía se desplomó. Los jurados de las assizes empezaron a decidir la culpabilidad y a formular acusaciones. Ese mismo año, el juicio por jurado se convirtió en un derecho explícito en una de las cláusulas más influyentes de la Carta Magna. El artículo 39 de la Carta Magna decía: 

Nullus liber homo capiatur, vel imprisonetur, aut desseisetur de libero tenemento, vel libertatibus, vel liberis consuetudinibus suis, aut utlagetur, aut exuletur, aut aliquo modo destruatur, nec super eum ibimus, nec super eum mittemus, nisi per legale judicium parium suorum, vel per legem terrae.
Ningún hombre libre será capturado, ni encarcelado, ni despojado de su dominio, ni de sus libertades, ni de sus libres costumbres, ni será proscrito, ni exiliado, ni destruido de ninguna manera, ni procederemos contra él por la fuerza ni procederemos contra él por las armas, sino por el juicio legítimo de sus pares, y o por la ley del país.

Aunque dice "y o por la ley del país", esto de ninguna manera puede interpretarse como si fuera suficiente tener una ley positiva, hecha por el rey, para poder proceder legalmente contra un ciudadano. La ley del país era la ley consuetudinaria, basada en las costumbres y el consentimiento de los súbditos del rey Juan, y como en esa época no había Parlamento, esto significaba que ni el rey ni los barones podían hacer una ley sin el consentimiento del pueblo. Según algunas fuentes, en la época de Eduardo III, "por la ley del país" había sido sustituido por "por el debido proceso legal", que en aquellos tiempos era un juicio ante doce pares.
En 1215, la Carta Magna aseguró a los acusados el derecho a un juicio de "hombres respetables del vecindario"/"sus iguales" al establecer que:

Por una infracción trivial, un hombre libre será multado sólo en proporción al grado de su infracción, y por una infracción grave en proporción, pero no tan severa como para privarlo de su sustento. De la misma manera, a un comerciante se le perdonarán sus mercancías, y a un labrador los instrumentos de su agricultura, si caen en la misericordia de una corte real. Ninguna de estas multas se impondrá excepto por la evaluación bajo juramento de hombres respetables del vecindario.

Los condes y barones serán multados sólo por sus iguales, y en proporción a la gravedad de su infracción.
A cualquier hombre al que hayamos privado o desposeído de tierras, castillos, libertades o derechos, sin el juicio legítimo de sus iguales, se los restituiremos de inmediato.

Si hemos privado o desposeído a algún galés de tierras, libertades o cualquier otra cosa en Inglaterra o Gales, sin el juicio legal de sus iguales, se le devolverán de inmediato. Una disputa sobre este punto se resolverá en las Marcas mediante el juicio de iguales. La ley inglesa se aplicará a las propiedades de tierra en Inglaterra, la ley galesa a las de Gales y la ley de las Marcas a las de las Marcas. Los galeses nos tratarán a nosotros y a los nuestros de la misma manera.

A mediados del siglo XIV, a las personas que habían formado parte del jurado presentador (presenting jury, esto es, el gran jurado) se les prohibió formar parte del jurado del juicio por ese delito. Los jurados medievales se informaban a sí mismos, en el sentido de que se elegía a las personas como jurados porque conocían a las partes y los hechos, o tenían el deber de descubrirlos. Esto le ahorraba al gobierno el costo de la investigación de los hechos. Con el tiempo, los jurados ingleses se volvieron menos autoinformativos y dependían más del juicio en sí para obtener información sobre el caso. Los jurados siguieron siendo libres de investigar los casos por su cuenta hasta el siglo XVII. La Carta Magna se olvidó después de una sucesión de reinados benévolos (o, más probablemente, reinados limitados por el jurado y los barones, y solo bajo el imperio de las leyes que los jurados y los barones consideraban aceptables), y los reyes, a través de los jueces reales, comenzaron a extender su control sobre el jurado y el reino. En su Historia de Inglaterra, David Hume señala algo de los poderes que los reyes habían acumulado en los tiempos posteriores a la Carta Magna, las prerrogativas de la corona y las fuentes de gran poder con las que contaban estos monarcas:

Uno de los instrumentos de poder más antiguos y más establecidos era el tribunal de la Cámara Estrellada, que poseía una autoridad discrecional ilimitada para multar, encarcelar e infligir castigos corporales, y cuya jurisdicción se extendía a todo tipo de delitos, desacatos y desórdenes que no estaban dentro del alcance del derecho común. Los miembros de este tribunal consistían en el consejo privado y los jueces; todos ellos hombres que disfrutaban de sus cargos cuando les era posible; y cuando el propio príncipe estaba presente, era el único juez, y todos los demás sólo podían intervenir con su consejo. Sólo se necesitaba este tribunal en cualquier gobierno para poner fin a todos los planes regulares, legales y exactos de libertad, pues ¿quién se atrevía a oponerse a la corona y al ministerio, o aspirar al carácter de protector de la libertad, estando expuesto a una jurisdicción tan arbitraria? Dudo mucho que alguna de las monarquías absolutas de Europa contenga en la actualidad un tribunal tan ilegal y despótico. Mientras tantos terrores pesaban sobre el pueblo, ningún jurado se atrevió a absolver a un hombre cuando el tribunal había decidido condenarlo. Además, la práctica de no confrontar a los testigos del preso dio a los abogados de la corona todas las ventajas imaginables contra él. Y, de hecho, durante todos estos reinados casi no se da un solo caso en que el soberano o los ministros hayan quedado decepcionados con el resultado de una acusación. Los jurados tímidos y los jueces que ocupaban sus cargos a placer nunca dejaron de apoyar todas las opiniones de la corona. Y como antiguamente era común la práctica de multar, encarcelar o castigar de otro modo a los jurados, a discreción del tribunal, por encontrar un veredicto contrario a la orden de estos jueces dependientes, es obvio que los jurados no eran entonces ninguna forma de garantía para la libertad del súbdito.

El primer párrafo de la ley que abolió la Cámara Estrellada repite la cláusula sobre el derecho de un ciudadano a ser juzgado por sus pares:

WHEREAS by the great charter many times confirmed in parliament, it is enacted, That no freeman shall be taken or imprisoned, or disseised of his freehold or liberties, or free customs, or be outlawed or exiled or otherwise destroyed, and that the King will not pass upon him, or condemn him; but by lawful judgment of his peers, or by the law of the land...
CONSIDERANDO QUE por la gran carta muchas veces confirmada en el parlamento, se establece que ningún hombre libre será apresado o encarcelado, ni despojado de su propiedad o libertades, o de sus costumbres libres, ni será proscrito o exiliado o destruido de otra manera, y que el Rey no lo juzgará ni lo condenará; sino por juicio legítimo de sus pares, o por la ley del país...

En 1670, dos cuáqueros acusados de reunión ilegal, William Penn y William Mead, fueron declarados inocentes por un jurado. El juez multó entonces al jurado por desacato al tribunal por emitir un veredicto contrario a sus propias conclusiones de hecho y los envió a prisión hasta que pagaran la multa. Edward Bushel, un miembro del jurado, no obstante se negó a pagar la multa. Bushel solicitó al Tribunal de Causas Comunes un recurso de habeas corpus. La sentencia en el caso de Bushel fue que un jurado no podía ser castigado simplemente por el veredicto que emitiera.
Muchas colonias británicas, incluidos los Estados Unidos, adoptaron el sistema de derecho común inglés, en el que el juicio por jurado es una parte importante. En la Constitución de los Estados Unidos original, los juicios por jurado en casos penales eran un derecho protegido, y las Enmiendas Quinta, Sexta y Séptima de la Constitución de los Estados Unidos extienden el derecho a un juicio por jurado tanto para asuntos penales como civiles y a un gran jurado para casos graves.

### Desarrollo hasta la actualidad
El jurado de tipo anglosajón atravesó tres fases hasta su conformación actual. En sus inicios desde la Edad Antigua hasta el siglo XII, el jurado fue una forma de administración de justicia comunitaria. Al principio eran doce testigos de los hechos que daban fe de lo que habían visto u oído en su comunidad. Con los siglos, aquellos que tenían información del caso eran recusados con causa en el voir dire y los doce jurados pasaron a ser adjudicadores imparciales de los hechos.

En siglo XVII, el jurado sufre su primera transformación radical y se convierte además en una garantía de los ciudadanos ingleses y de los colonos norteamericanos frente a la opresión de la Corona y de sus jueces corruptos. La Corte Suprema de Justicia de los Estados Unidos, en el célebre caso Duncan v. Louisiana , 391 U.S. 145 (1968), resumió de manera memorable esta característica histórica del jurado como baluarte contra la tiranía:
“Los que escribieron nuestras Constituciones sabían, por la historia y la experiencia, que era necesario protegerse contra acusaciones penales infundadas realizadas con el fin de eliminar opositores y contra jueces que acataban demasiado la voz de una autoridad superior. Los redactores de las constituciones se esforzaron por crear un Poder Judicial independiente, pero insistieron en una mayor protección contra la arbitrariedad. Proporcionarle a un acusado el derecho a ser juzgado por un jurado de sus pares le brinda una inestimable salvaguarda contra el fiscal corrupto o excesivamente apasionado y contra el sumiso, excéntrico o parcial juez. Si el acusado prefiere un juicio basado en el sentido común de un jurado antes que en la decisión más instruida, pero tal vez menos compasiva de un único juez, se lo deben otorgar. Más allá de esto, las disposiciones sobre el juicio por jurados en las Constituciones Federales y Estatales reflejan una decisión fundamental sobre el ejercicio del poder estatal cuyo eje es la renuencia a confiar plenos poderes sobre la vida y la libertad de los ciudadanos a un juez o a un grupo de jueces. El miedo al poder sin controles, tan típica en nuestros Gobiernos Estaduales y Federales en los demás aspectos, se manifestó en el derecho penal por medio de la insistencia en la participación de la comunidad para determinar la culpabilidad o inocencia. El profundo compromiso de la Nación con el derecho a un juicio por jurados para los delitos graves como una defensa contra la aplicación arbitraria de la ley debe ser protegido conforme a la Cláusula del Debido Proceso de la 14ª Enmienda, por lo que debe ser respetado por los Estados”.
En 1956, Sir Patrick Devlin, célebre juez y filósofo del Derecho inglés, describió en 1956 el fundamento democrático del jurado contra el despotismo y la tiranía:
“Cada jurado es un pequeño Parlamento. El sentido del jurado es el sentido del Parlamento. No puedo ver a aquél morir y a éste sobrevivir. El primer objetivo de cualquier tirano en Whitehall sería someter al Parlamento enteramente a su voluntad y lo siguiente sería abolir o disminuir al juicio por jurados, puesto que ningún tirano podría jamás soportar el dejar la libertad de un súbdito en las manos de doce de sus compatriotas. Por eso es que el juicio por jurados es más que instrumento de la justicia y es mucho más que una de las ruedas de la Constitución: es la lámpara que muestra que la libertad vive.” 
A fines del siglo XIX y principios del siglo XX, el jurado, reteniendo por completo las otras dos características, alcanzó su configuración definitiva.
El jurado actual consolidó el derecho probatorio, sujetó íntegramente el procedimiento a estándares corroborativos de la prueba como la prueba más allá de duda razonable (jurado penal), la preponderancia de la prueba (jurado civil) y la causa probable (gran jurado de acusación en materia penal). El jurado del siglo XX y XXI, en la tercera versión histórica, se ha preocupado por desarrollar un sistema que garantiza que el resultado del proceso sea la consecuencia directa de las pruebas presentadas en el juicio.

## Debate
Existen divergencias de opinión en cuanto a la conveniencia de la figura del jurado, básicamente las mismas que hay en torno al concepto de si es mejor una justicia popular o una justicia técnica. A favor, que tiende a democratizar el poder judicial, a darle más transparencia, a evitar los abusos de poder de gobernantes y funcionarios déspotas y tiranos, a incorporar valores comunitarios, a legitimar las decisiones judiciales y a comprometer a la ciudadanía en la participación directa en la administración de justicia.[cita requerida]
En contra, que los jurados son más influenciables que los jueces a los medios de comunicación, que no están preparados para entender cuestiones jurídicas complejas, que pueden consolidar tendencias sociales discriminatorias (étnica, género, orientación sexual, religión, nacionalidad, etc.), o que son manipulables en sus emociones.[cita requerida]
Varias culturas y naciones han adoptado mecanismos de participación ciudadana en las decisiones judiciales, que han ido evolucionando para evitar las arbitrariedades y garantizar los derechos humanos de las personas acusadas.[cita requerida]
El juicio por jurados se encuentra previsto como derecho, garantía y forma de administrar el Poder Judicial en múltiples Constituciones del mundo.[cita requerida]
Robert Burns sostiene que el juicio con jurado proporciona la disciplina y el rigor necesarios para limitar la discreción de los jueces y otros burócratas. En particular, elogia la naturaleza adversarial del sistema estadounidense como una forma más eficaz de descubrir verdades que el proceso dirigido por jueces en Europa. Sostiene además que estar cara a cara en un tribunal abierto puede ayudar a traer humanidad a la sala del tribunal, recordando a los que toman las decisiones que todos los involucrados son humanos con almas.